# Tomajmonostora
Tomajmonostora là một thị trấn thuộc hạt Jász-Nagykun-Szolnok, Hungary. Thị trấn này có diện tích 13,76 km², dân số năm 2010 là 686 người, mật độ 50 người/km².